# Bruno Mars
Bruno Mars, właśc. Peter Gene Hernandez (ur. 8 października 1985 w Honolulu) – amerykański piosenkarz, producent muzyczny, tancerz, multiinstrumentalista i autor tekstów piosenek pochodzenia filipińsko-portorykańskiego.
Był wychowywany w Honolulu w rodzinie muzyków, od najmłodszych lat rozwijał swój talent. W dzieciństwie wielokrotnie występował w różnych obiektach na terenie Hawajów, a po ukończeniu szkoły średniej zdecydował o przeprowadzce do Los Angeles, które oferowało większe możliwości rozwoju kariery. Na miejscu Mars dołączył do grupy The Smeezingtons, z którą produkował utwory dla innych artystów.
Po bezowocnej współpracy z Motown Records, w 2009 podpisał kontrakt z Atlantic Records. Rozpoznawalność jako artysta solowy zdobył niedługo po tym, użyczając wokalu w piosenkach „Nothin’ on You” B.o.B oraz „Billionaire” Travie’ego McCoya, będąc ponadto ich współautorem. Mars jest również jednym z autorów tekstów innych popularnych utworów, a w tym m.in.: „Right Round” Flo Ridy, „Wavin’ Flag” K’naana, „Under” Alex Hepburn, „Fuck You!” Cee Lo Greena oraz „Uptown Funk” Marka Ronsona. W październiku 2010 premierę miał debiutancki album artysty Doo-Wops & Hooligans, z którego pochodziły międzynarodowe hity: „Just the Way You Are” i „Grenade”. Podczas 53. ceremonii rozdania nagród Grammy był nominowany w siedmiu kategoriach i ostatecznie zdobył jedną statuetkę za „Najlepszy męski wokalny występ popowy” (ang. Best Male Pop Vocal Performance) za „Just the Way You Are”. Podczas swojej wokalnej kariery sprzedał ponad 124 miliony albumów i singli, stając się jednym z najlepiej sprzedających się artystów wszech czasów. Jednak całkowita liczba jego sprzedanych singli jako wykonawcy, autora tekstów i producenta przekracza 154 miliony.
Twórczość Marsa charakteryzuje się szerokim przekrojem wykorzystywanych stylów i elementów różnych gatunków muzycznych. Jako dziecko, Bruno inspirował się takimi artystami, jak między innymi Elvis Presley i Michael Jackson, czerpiąc wzorce z ich dokonań artystycznych. Do swojej muzyki Mars często włącza również reggae, a także dźwięki charakterystyczne dla Motown. Jon Caramanica z The New York Timesa określił Marsa jako „jednego z najbardziej wszechstronnych wokalistów popowych naszych czasów”.

## Życiorys

### 1985–2008: wczesne życie i początki muzyczne
Urodził się i dorastał w dzielnicy Waikīkī miasta Honolulu na Hawajach. Jego rodzice, Bernadette „Bernie” i Pete Hernandez, mają filipińskie, portorykańskie i węgiersko-żydowskie korzenie. Bernadette jako dziecko przybyła na Hawaje z Filipin, zaś Pete wyemigrował na wyspę z nowojorskiego Brooklynu. Rodzice Marsa poznali się podczas koncertu, w trakcie którego jego matka była tancerką hula, a ojciec grał na perkusji. Dwuletni Peter zaczął być określany przez ojca mianem „Bruno”, jako że był on podobny do wrestlera Bruno Sammartino. Bruno posiada ponadto pięcioro rodzeństwa. Jak wielokrotnie podkreślał, Mars dorastał w muzykalnej rodzinie, która pozwoliła mu odkrywać różnorodność gatunków, od reggae, przez R&B i rocka, po hip hop. Od wczesnego dzieciństwa Mars pozostawał pod silnym wpływem takich artystów, jak Michael Jackson, Elvis Presley, The Isley Brothers oraz The Temptations. W wieku czterech lat Bruno zaczął koncertować pięć razy w tygodniu z zespołem swojego ojca, The Love Notes. Za sprawą tych występów zasłynął na całej wyspie ze swojej fascynacji osobą Presleya.
W 1990 został opisany w tabloidzie „MidWeek” jako „mały Elvis”, a dwa lata później zagrał epizod w filmie Miesiąc miodowy w Las Vegas. Wokalista wytłumaczył później, jaki wpływ miał Presley na jego twórczość: Obserwuję najlepszych. (...) Jestem wielkim fanem Elvisa lat 50., kiedy to wchodził na scenę i przerażał ludzi swoją siłą, doprowadzał dziewczyny do szaleństwa! To samo można powiedzieć o Prince lub The Police. To faceci, którzy wiedzą, że ludzie przychodzą na koncerty po to, żeby uczestniczyć w show, dlatego ich obserwuję i od nich się uczę. W innym wywiadzie jako swoją inspirację wyróżnił także hawajskie korzenie oraz wpływ rodziny na jego rozwój muzyczny: Dorastanie na Hawajach zrobiło ze mnie człowieka, jakim jestem teraz. Z grupą mojego ojca grałem tam wiele koncertów. Każdy w mojej rodzinie śpiewa, wszyscy gramy na instrumentach. Mój wuj jest niesamowitym gitarzystą, mój ojciec jest świetnym perkusistą, podobnie jak mój brat, który jest członkiem naszego zespołu. Po prostu byłem otoczony muzyką.
W 2003, krótko po ukończeniu President Theodore Roosevelt High School, przeprowadził się do Los Angeles, by rozwijać swoją karierę. W tym celu przyjął pseudonim sceniczny, czerpiąc z przydomka, jaki nadał mu ojciec, oraz dodając do niego słowo „Mars”, którego zastosowanie tłumaczył słowami: Czułem, że nie mam w sobie nic wyjątkowego i atrakcyjnego. W dodatku wiele dziewczyn mówiło mi, że jestem nie z tego świata, więc pomyślałem, że chyba jestem z Marsa.
Po przeprowadzce do Los Angeles w 2004 podpisał kontrakt z Motown Records, który jednak, zgodnie z jego słowami, „prowadził donikąd”. Korzyścią płynącą ze współpracy z Motown był jednak fakt, że Bruno poznał osobiście tekściarza i producenta Philipa Lawrence’a, który także związany był z wytwórnią. Mars, Lawrence i inżynier dźwięku Ari Levine zaczęli wspólnie pisać utwory, a w konsekwencji utworzyli zespół produkcyjny The Smeezingtons. W 2006 Lawrence przedstawił Marsa Aaronowi Bayowi-Schuckowi, jego przyszłemu menedżerowi w Atlantic Records. Usłyszawszy kilka piosenek w jego wykonaniu, Bay-Schuck dążył do tego, by Mars jak najszybciej związał się kontraktem z wytwórnią Atlantic, do czego jednak doszło dopiero po upływie trzech kolejnych lat. Atlantic w międzyczasie zatrudniła the Smeezingtons, by zespół pisał, a następnie produkował utwory dla pozostałych artystów należących do wytwórni. Bay-Schuck przyznał później, że choć Mars twierdził, że jego nadrzędnym celem jest bycie wokalistą solowym, chętnie podejmował się prac nad wydawnictwami innych wokalistów, co miało poprawić jego umiejętności tekściarskie, a zarazem pomóc mu odkryć, jakim typem artysty ostatecznie chce zostać. Rozwijając temat, Bay-Schuck nazwał ten okres w życiu Marsa „samoodkrywaniem”, które w znacznym stopniu przyczyniło się do jego późniejszego sukcesu.

### 2009–2012:Doo-Wops & Hooligansi sukces komercyjny

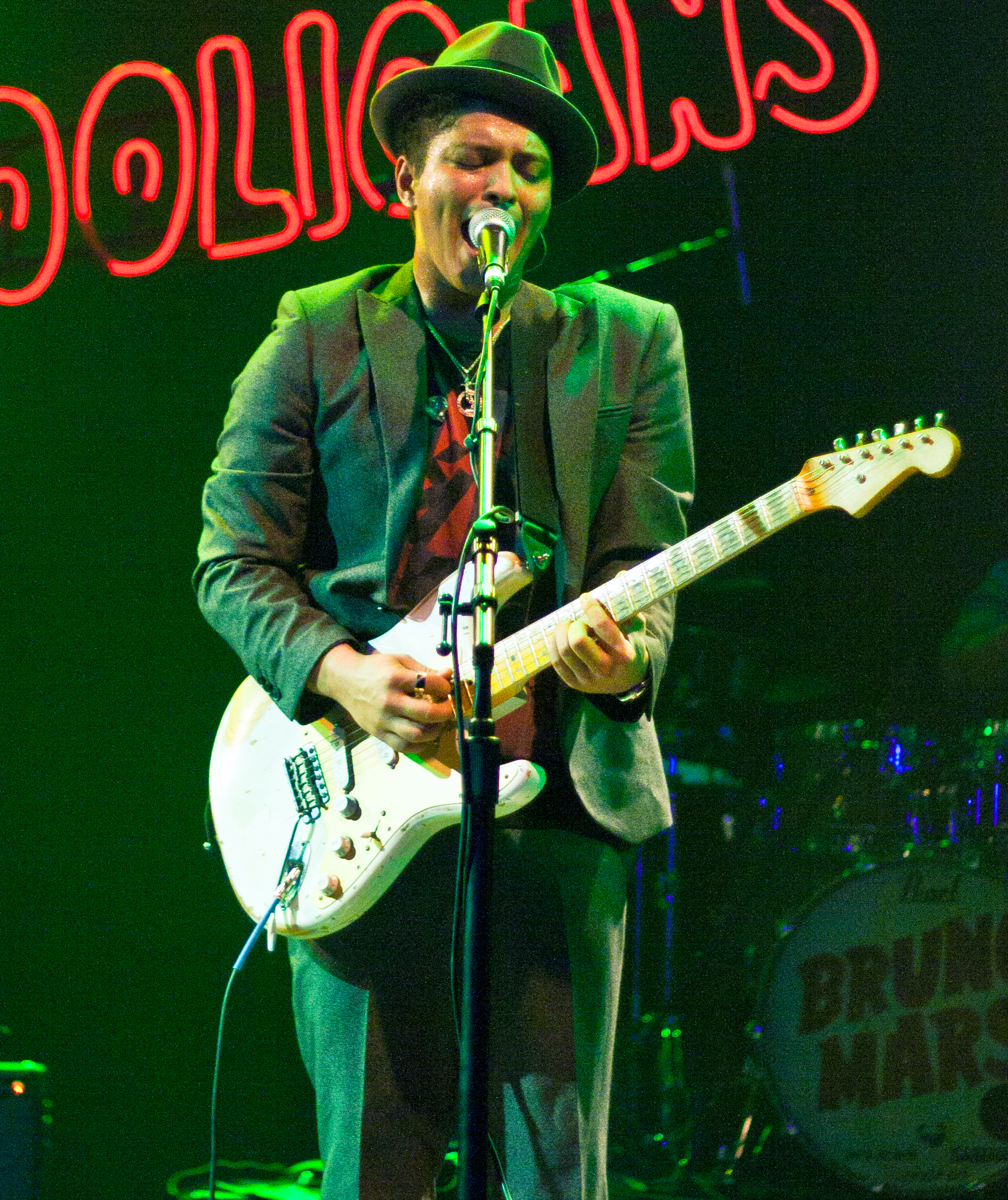
Mars w Houston (2010)

Zanim osiągnął sukces jako artysta solowy, Mars był cenionym producentem muzycznym, pisząc piosenki dla m.in.: Alexandry Burke, Travie’ego McCoya, Adama Levine’a, Brandy, Sugababes, Seana Kingstona oraz Flo Ridy. Bruno zadebiutował wokalnie w piosence „3D” z drugiego albumu solowego formacji Far East Movement, Animal. Następnie, w sierpniu 2009, gościnnie pojawił się w utworze „Love” rapera Jaeson Ma. Szeroką popularność jako artysta solowy zdobył jednak dzięki singlom „Nothin’ on You” B.o.B i „Billionaire” Travie’ego McCoya, które nagrane zostały z jego udziałem, i których był współautorem. Podążając za ich sukcesem, 11 maja 2010 premierę miał debiutancki minialbum Marsa, It's Better If You Don't Understand. EP uplasował się na 99. miejscu Billboard 200 i promowany był przez jeden singel: „The Other Side” z gościnnym wokalem Cee-Lo Greena i B.o.B. Mars ponownie podjął się współpracy z Greenem w sierpniu 2010, współtworząc jego utwór „Fuck You!”. 12 września 2010 wystąpił na gali MTV Video Music Awards 2010, wykonując wraz z B.o.B i Hayley Williams piosenki „Nothin’ on You” oraz „Airplanes”.
Debiutancki album Marsa, Doo-Wops & Hooligans, miał premierę 5 października 2010. Przewodni singel promujący płytę, „Just the Way You Are”, wydany został 19 lipca 2010 i dotarł do 1. miejsca amerykańskiego zestawienia Billboard Hot 100. 28 września ukazał się drugi singel z albumu, „Grenade”, który podobnie jak poprzednik osiągnął sukces na międzynarodowych listach przebojów. Oba single uzyskały status czterokrotnej platyny w Stanach Zjednoczonych, co oznacza, że każdy z nich sprzedał się w powyżej 4 milionach kopii w tym państwie. Doo-Wops & Hooligans zadebiutował na 3. pozycji Billboard 200, rozchodząc się w pierwszym tygodniu w 55 tysiącach egzemplarzy na terenie Stanów Zjednoczonych. Od tego czasu album znalazł ponad milion nabywców w tym państwie, dzięki czemu uzyskał status platynowej płyty według RIAA.
13 lutego 2011 Mars otrzymał pierwszą w swojej karierze nagrodę Grammy, kiedy jego utwór „Just the Way You Are” wygrał w kategorii Best Male Pop Vocal Performance. Wokalista miał wówczas szansę na sześć innych statuetek, jako że nominowany był również w kategoriach: Best Rap Song i Best Rap/Sung Collaboration za „Nothin’ on You”, Record of the Year za „Nothin’ on You” i „Fuck You”, Song of the Year za „Fuck You” oraz Producer of the Year, Non-Classical.
16 września 2011 premierę miał singel „Lighters”, który Mars nagrał gościnnie z duetem Bad Meets Evil. Kilka dni później opublikowany został nowy utwór artysty, „It Will Rain”, wydany na ścieżce dźwiękowej filmu Saga „Zmierzch”: Przed świtem. 30 października 2011 Mars wykonał piosenkę „Runaway Baby” podczas jednego z odcinków brytyjskiego programu The X Factor. Tego samego dnia wokalista otrzymał sześć nominacji do nagród Grammy w kategoriach: Album of the Year i Best Pop Vocal Album za Doo-Wops & Hooligans, Record of the Year, Song of the Year i Best Pop Solo Performance za „Grenade”, a także Producer of the Year, Non-Classical, ostatecznie nie wygrywając żadnej statuetki.

### Od 2012:Unorthodox Jukebox
21 lutego 2012 otrzymał nagrodę Brit dla najlepszego artysty międzynarodowego. W tym samym roku podpisał kontrakt z wytwórnią BMG Chrysalis, pod której szyldem 6 grudnia 2012 wydał album pt. Unorthodox Jukebox. Z wydawnictwem zadebiutował na drugim miejscu na liście Billboard 200 ze sprzedażą 192 tys. kopii i ostatecznie dotarł na szczyt zestawienia. Album osiągnął numer jeden w Szwajcarii i Wielkiej Brytanii, gdzie został najszybciej sprzedającym się albumem solowym w 2012 w Wielkiej Brytanii. Płytę promował singlem „Locked Out of Heaven”, z którym dotarł do pierwszego miejsca amerykańskiego zestawienia Billboard Hot 100 i kanadyjskiego zestawienia Billboard oraz zajmował miejsca w pierwszej dziesiątce w kilku krajach na całym świecie.
"When I Was Your Man”, został wydany jako drugi singiel z płyty. Piosenka stała się hitem, osiągając pozycję w pierwszej dziesiątce w kilkunastu krajach na całym świecie, w tym w Stanach Zjednoczonych, gdzie osiągnął numer jeden na Billboard Hot 100. Trzeci singiel „Treasure” zadebiutował na 5. miejscu w Stanach Zjednoczonych i osiągnął mniejszy sukces komercyjny na świecie, niż dwa poprzednie. 24 maja 2013 zostaje wydany singiel Majora Lazera pt."Bubble Butt”, gdzie gościnnie pojawia się Bruno Mars, Tygaand i Mystic. Kolejnymi singlami pochodzącymi z tego wydawnictwa są „Gorilla” i „Young Girls”. W celu promocji albumu rozpoczął trasę koncertową zatytułowaną The Moonshine Jungle Tour. 2 lutego 2014 wystąpił w przerwie Super Bowl XLVIII wraz z gościnnym udziałem zespołu Red Hot Chili Peppers.

## Styl muzyczny i głos
Gra na kilku instrumentach, a w tym m.in.: na fortepianie, gitarze i kongach.

### Głos
Śpiewa tenorem, który został wyliczony na 3 oktawy (A2 – B5). Mimo że jego głos określany jest mianem „miękkiego” ze względu na śpiew falsetem, Philip Lawrence stwierdził, że „większość ludzi nie wie, iż istnieje również ciemniejsza strona Bruno Marsa”. Z kolei sam wokalista powiedział, że winę za jego miękki wokal ponosi to, iż w przeszłości, za czasów szkoły średniej, śpiewał piosenki dziewczynom. Jon Caramanica z The New York Timesa określił Marsa mianem „jednego z najbardziej wszechstronnych wokalistów popowych, z lekkim, uczuciowym głosem, który łatwo dopasowuje się do dużego przekroju stylów; jest uniwersalny”.

### Styl muzyczny
Muzyka Marsa wyróżnia się szerokim wykorzystaniem różnorodnych gatunków muzycznych, począwszy od popu, przez rock, reggae, R&B i soul, aż po hip hop. Mars wyróżnia bardzo dużą grupę wpływów muzycznych, jakimi się inspirował; byli wśród nich artyści R&B, tacy jak Keith Sweat, Jodeci i R. Kelly, a także rock and roll lat 50. i dźwięki Motown. W szkole średniej Bruno zaczął wsłuchiwać się w twórczość zespołów rocka klasycznego, a wśród nich m.in.: The Police, Led Zeppelin oraz The Beatles. Wszystkie te gatunki miały wpływ na styl muzyczny Marsa, który dodał: „Niełatwo jest tworzyć utwory z takiej mieszanki rocka, soulu i hip hopu, zwłaszcza że to zaledwie garstka z nich.”

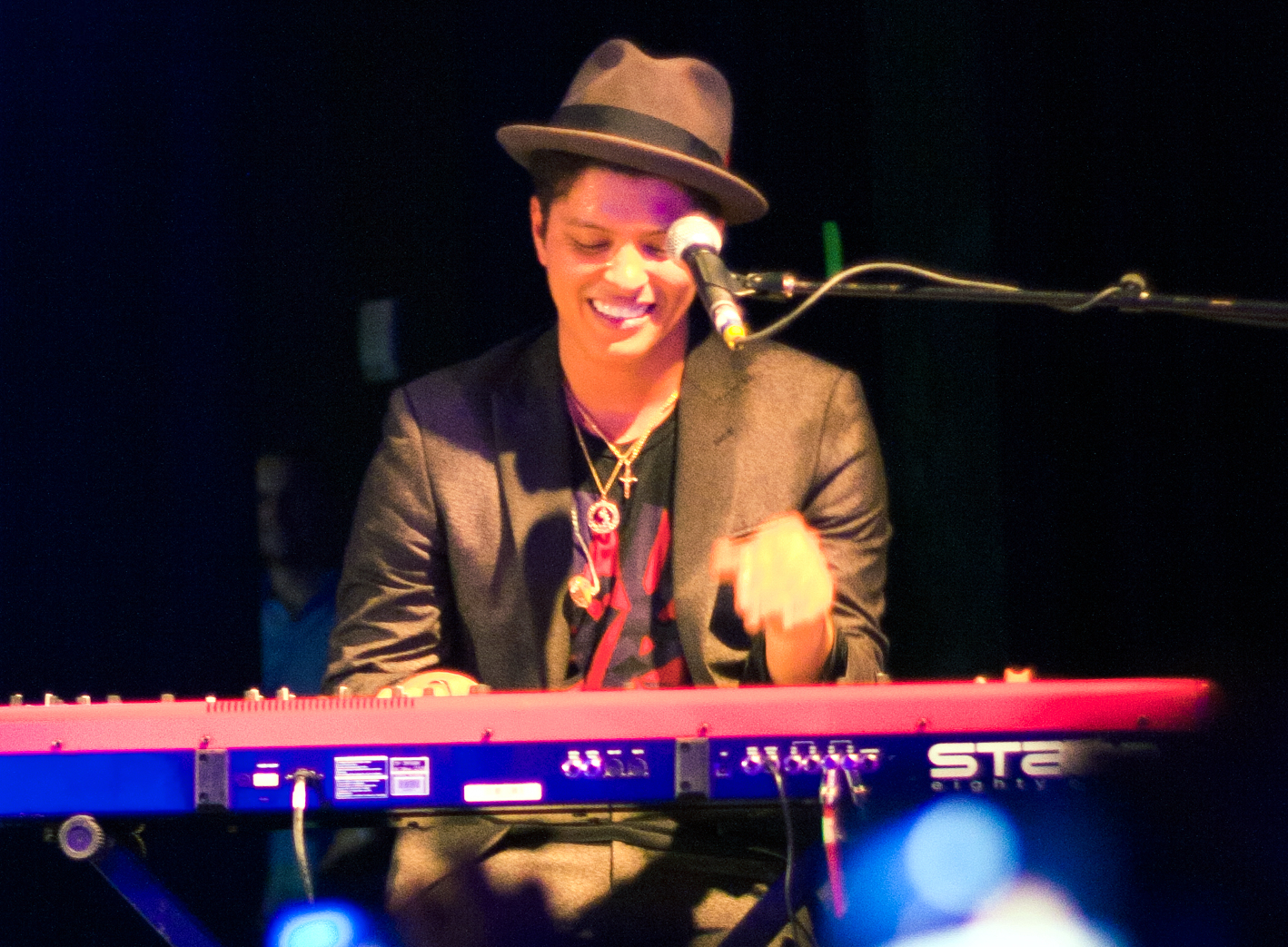
Mars (2010)

Ponadto, Bruno przyznał, że odzwierciedlenie w jego stylu muzycznym miała również praca z innymi artystami: „'Nothin’ on You' utrzymany był w klimacie Motown, a 'Billionaire' był piosenką reggae z przewodnią gitarą akustyczną, jednak jednym z moich ulubieńców jest utwór ['Fuck You!'] Cee-Lo [Greena]. Myślę, że nikt inny nie byłby stanie nagrać go tak, jak on. Jest jeszcze 'Just the Way You Are'. Jeśli znasz moją historię, wiesz, że uwielbiam wszystkie gatunki muzyczne.” Jednakże za swoją największą inspirację muzyczną Mars uznaje doo wop, który według niego „stworzony jest do piosenek miłosnych – jest tak czarujący, prosty i romantyczny”. Wpływ na jego twórczość miało także dorastanie na Hawajach, dzięki czemu w jego utworach wyczuć można dźwięki reggae; jak powiedział w jednym z wywiadów: „Na Hawajach jedne z największych stacji radiowych grają wyłącznie reggae. Lokalne zespoły inspirują się Bobem Marleyem. Ta muzyka łączy ludzi. To nie pop ani muzyka miejska. To po prostu piosenki. Dlatego radzą sobie tak dobrze. Utwór zawsze jest na pierwszym miejscu.”
Pod względem lirycznym, piosenki Marsa opisywane były jako optymistyczne, beztroskie i poprawiające samopoczucie. Jednakże w takich utworach, jak „Grenade”, „Liquor Store Blues” oraz „Talking to the Moon” poruszane są mroczniejsze aspekty życia człowieka, łącznie z niespełnioną miłością i zachowaniami samodestrukcyjnymi.

## Dyskografia
- Doo-Wops & Hooligans (2010)
- Unorthodox Jukebox (2012)
- 24K Magic (2016)